# Caryanda quadrata
Caryanda quadrata är en insektsart som beskrevs av Bi, D. och Wei Ying Hsia 1984. Caryanda quadrata ingår i släktet Caryanda och familjen gräshoppor. Inga underarter finns listade i Catalogue of Life.